# Navantia
Navantia es una sociedad pública española dedicada a la construcción naval civil y militar, al diseño de sistemas tecnológicos y a la fabricación de estructuras para el sector de las energías renovables, como la eólica marina o el hidrógeno. En la actualidad, es el principal contratista de la Armada española.
Heredera de la segregación de los activos militares de la empresa IZAR en 2005, representa la mayor constructora naval del mundo hispano, así como la más antigua y una de las más importantes de Europa. Su plantilla está compuesta por cerca de 5000 empleados distribuidos entre sus centros operativos de La Coruña, Cádiz, Cartagena y Madrid. Tras la adquisición de Harland and Wolff, Navantia cuenta con unos 1000 empleados en Reino Unido y astilleros en Belfast, Stornoway, Appledore and Methil.
Navantia diseña, construye y da soporte a todo tipo de buques de superficie, submarinos y sistemas. Al mismo tiempo, está llevando a cabo una expansión a otros mercados, tales como las energías renovables, la industria offshore y toda clase de servicios que requiera la industria naval.

## Historia

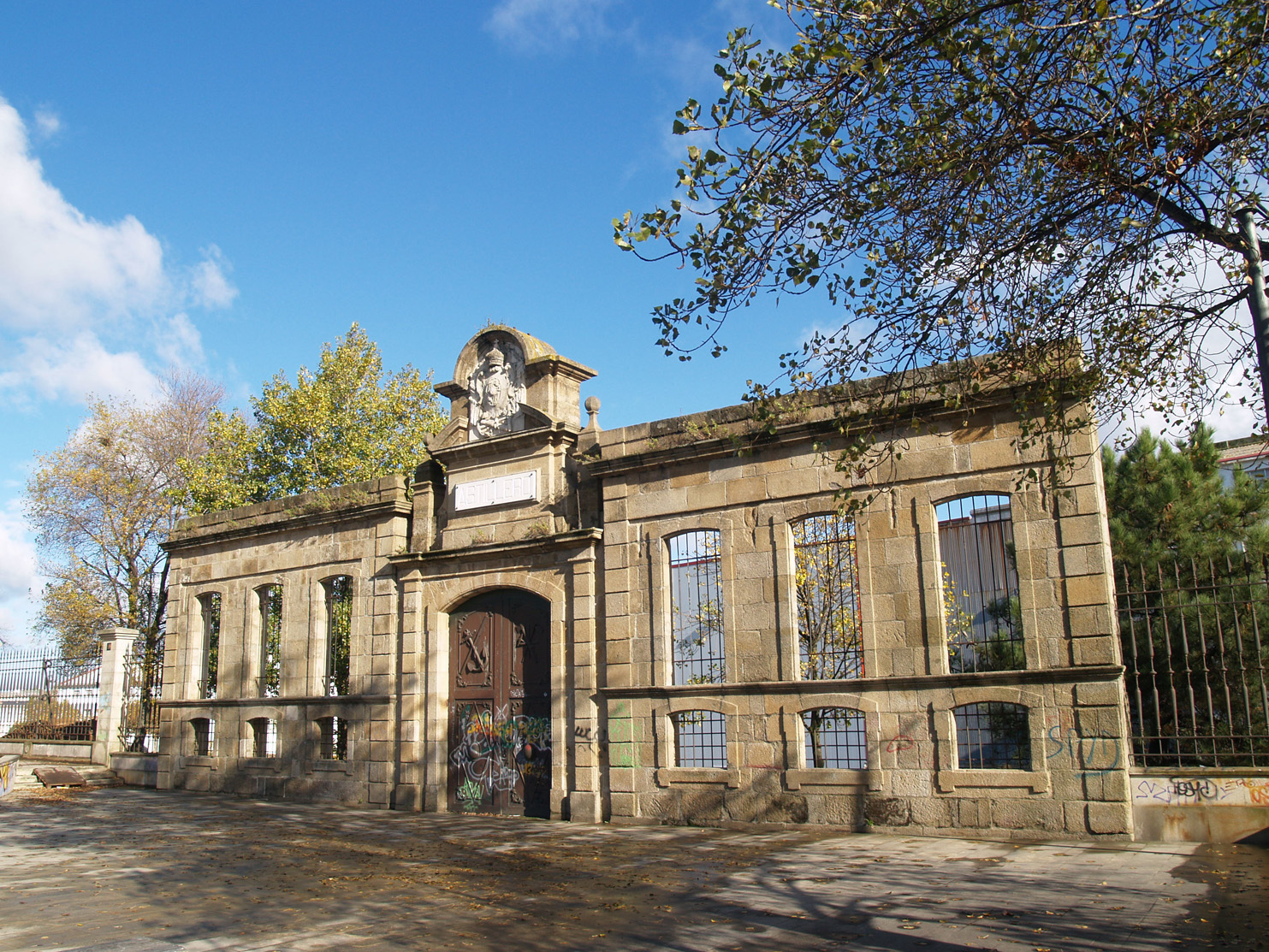
Una de las antiguas puertas de los astilleros ferrolanos, edificada en el

Los orígenes de Navantia se remontan a los orígenes de la construcción naval española en el siglo XIII durante el reinado de Alfonso X con la Real Atarazanas de Sevilla y al Real Carenero de San Fernando, que tomaron gran relevancia durante el descubrimiento de América hasta que debido al aumento del tamaño de los buques y su mayor calado, en 1730 fueron sustituidos por los históricos arsenales militares de Ferrol (La Coruña), Cartagena (Región de Murcia) y La Carraca (Cádiz), en lo que suponía una reforma de la armada y el inicio del desarrollo de la industria naval moderna en España bajo la supervisión del Marqués de la Ensenada y Jorge Juan en los tiempos de Felipe V y Fernando VI, cuyos astilleros estaban destinados a construir y reparar los buques de la Armada Española.
En 1908 estos astilleros pasaron a formar parte de la Sociedad Española de Construcción Naval (La Naval) a la que también pertenecieron astilleros civiles como Matagorda en Puerto Real (Cádiz) o Sestao (Vizcaya), posteriormente integrados en Astilleros españoles (AESA). Al término de la guerra civil española, el Estado se hizo cargo de los arsenales militares y en 1947 se constituyó la Empresa Nacional Bazán, que nació como una empresa de construcción naval que dependía de tecnología extranjera. Con posterioridad, Bazán empezó a desarrollar sus propios proyectos de buques.
En 2000 nace IZAR, como resultado de la fusión entre Astilleros Españoles (AESA), sociedad que aglutinaba los astilleros públicos civiles y la Empresa Nacional Bazán. En diciembre de 2004 la Sociedad Estatal de Participaciones Industriales (SEPI), máxima accionista y gestora del grupo, decide la segregación de la rama militar de IZAR, creando en marzo de 2005 la sociedad Navantia, encaminado a lograr una mayor eficacia empresarial, posteriormente siéndole traspasada también la rama civil.
Los mismos diques y gradas que hoy dan vida a los buques más punteros, fueron testigos del nacimiento del primer submarino de propulsión eléctrica del mundo, el Isaac Peral, y de la construcción del primer buque español con propulsión por turbinas de gas, el portaaviones Príncipe de Asturias, entre otros hitos. En abril de 2021, Navantia bautizó el segundo submarino de diseño y construcción español, el Issac Peral S-81, justo 133 años después del bautizo del primer submarino funcional de la historia, el Torpedero submarino de Peral.
En 2025 adquirió la totalidad de la conocida empresa británica Harland and Wolff.

## Ubicación
Navantia dispone de 4 instalaciones principales en España, las oficinas centrales de la sociedad Navantia están situadas en Madrid y los centros de producción se encuentran en las siguientes zonas:
- Bahía de Cádiz:
  - Arsenal de la Carraca en San Fernando (Cádiz).
  - Astillero de Puerto Real en Puerto Real (Cádiz).
  - Astillero de Cádiz (Cádiz).
  - Instalaciones de la Base Naval de Rota (Cádiz).
  - Navantia Training Center en San Fernando (Cádiz).

- Ría de Ferrol:
  - Arsenal de Ferrol (La Coruña)
  - Astillero de Fene (La Coruña)

- Astillero de Cartagena (Región de Murcia)

Tras haber adquirido la empresa Harland & Wolff en enero de 2025, también posee una instalación en Belfast, otra Appledore y dos en Escocia.

## Galería

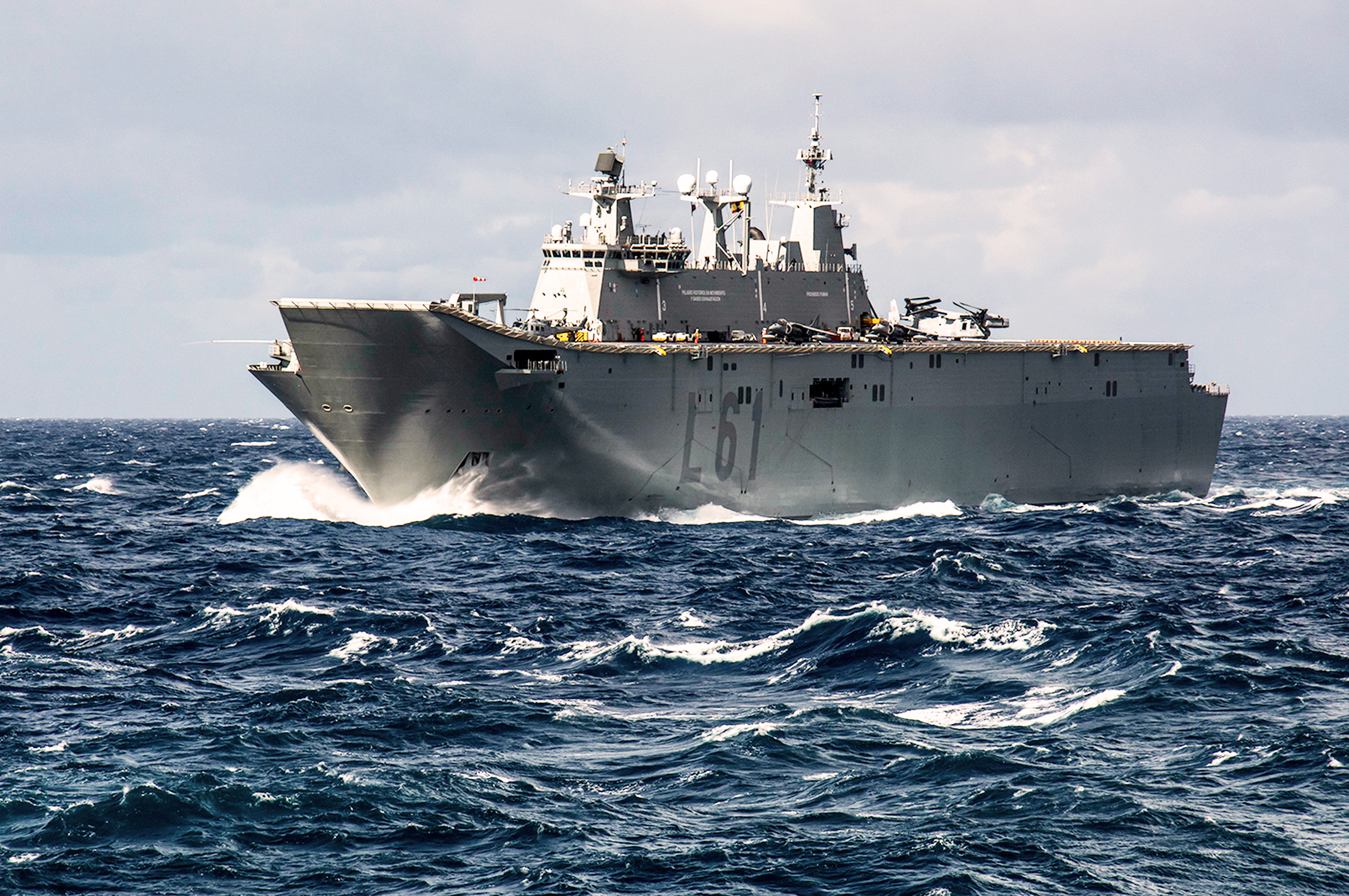
El buque Juan Carlos I durante los ejercicios multinacionales Trident Juncture 2015.
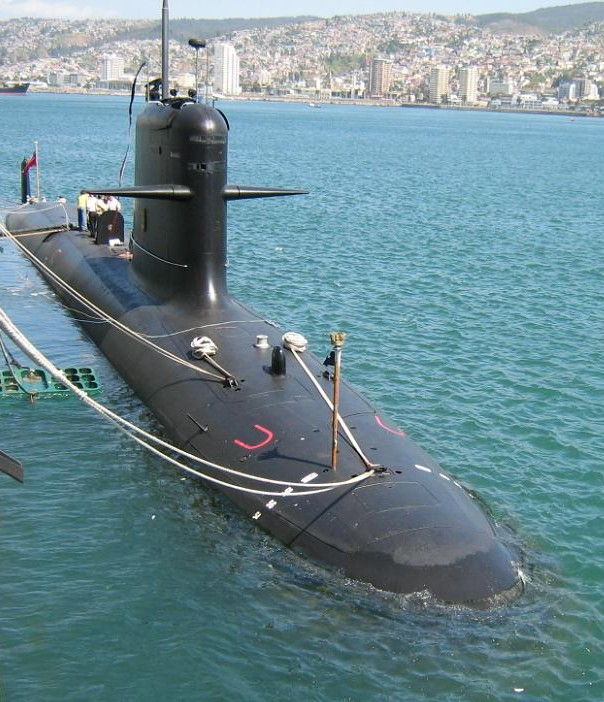
Submarino General Carrera (SS-22).
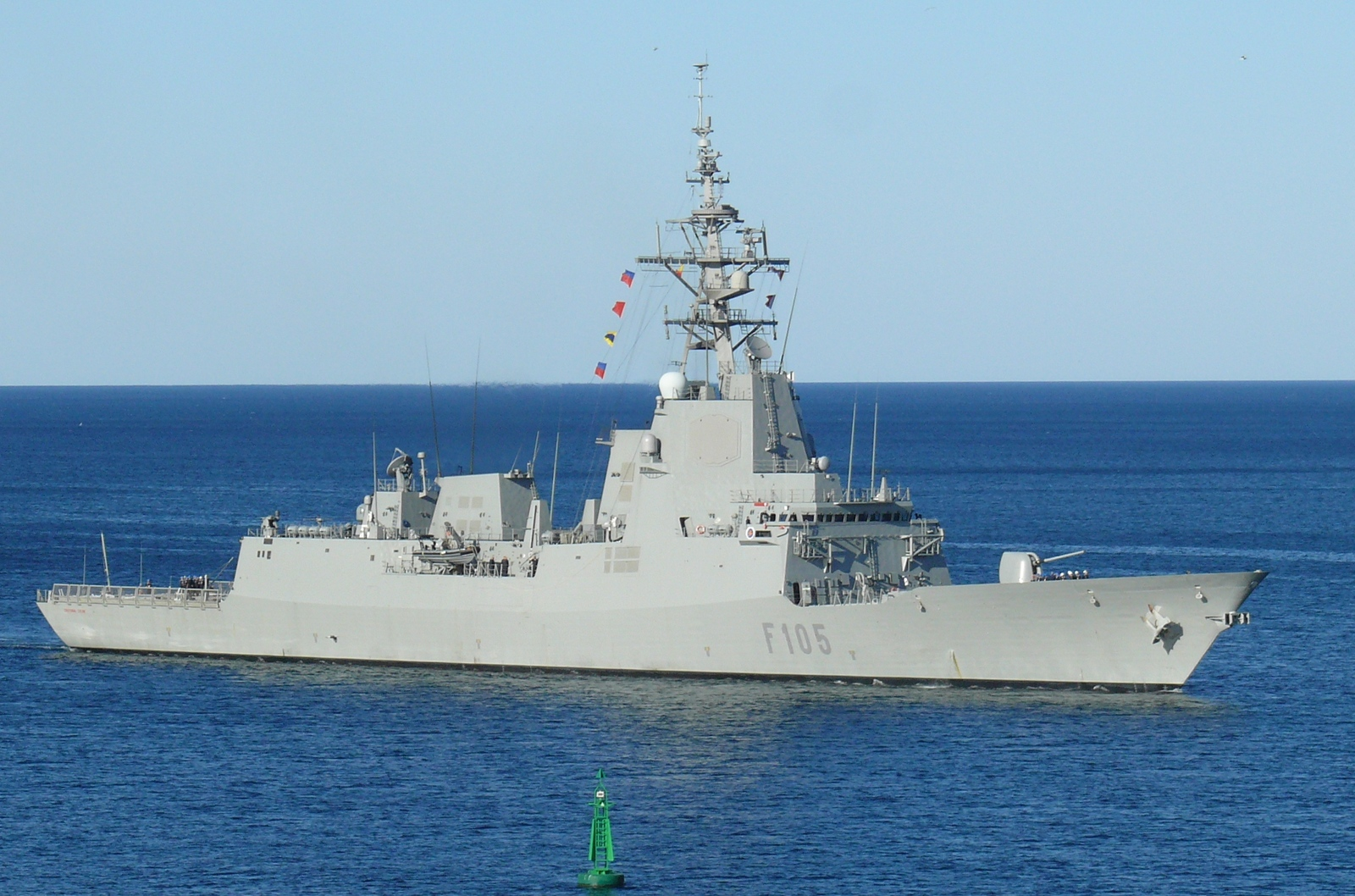
Fragata Cristóbal Colón.
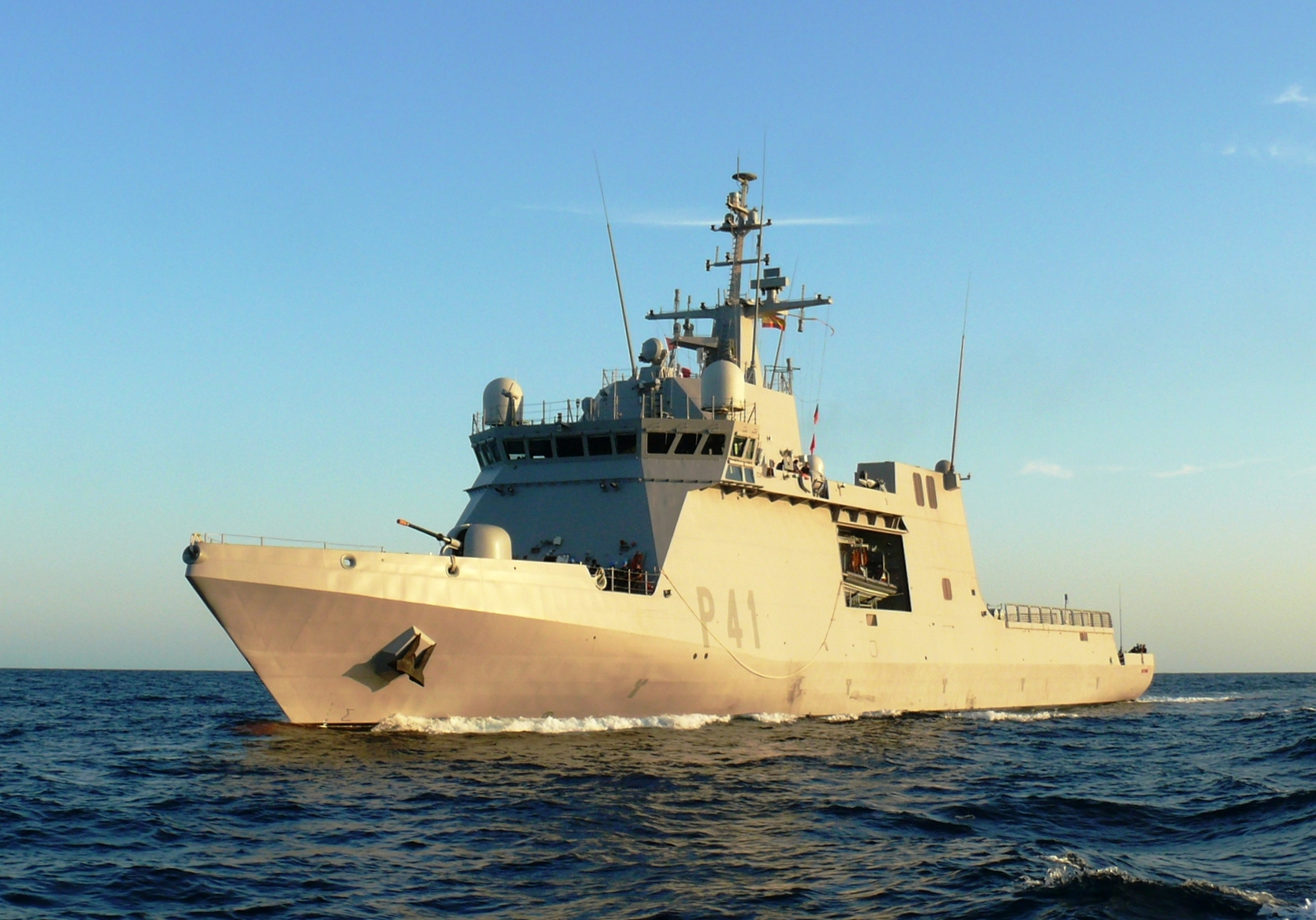
Buque de Acción Marítima (BAM) Meteoro.
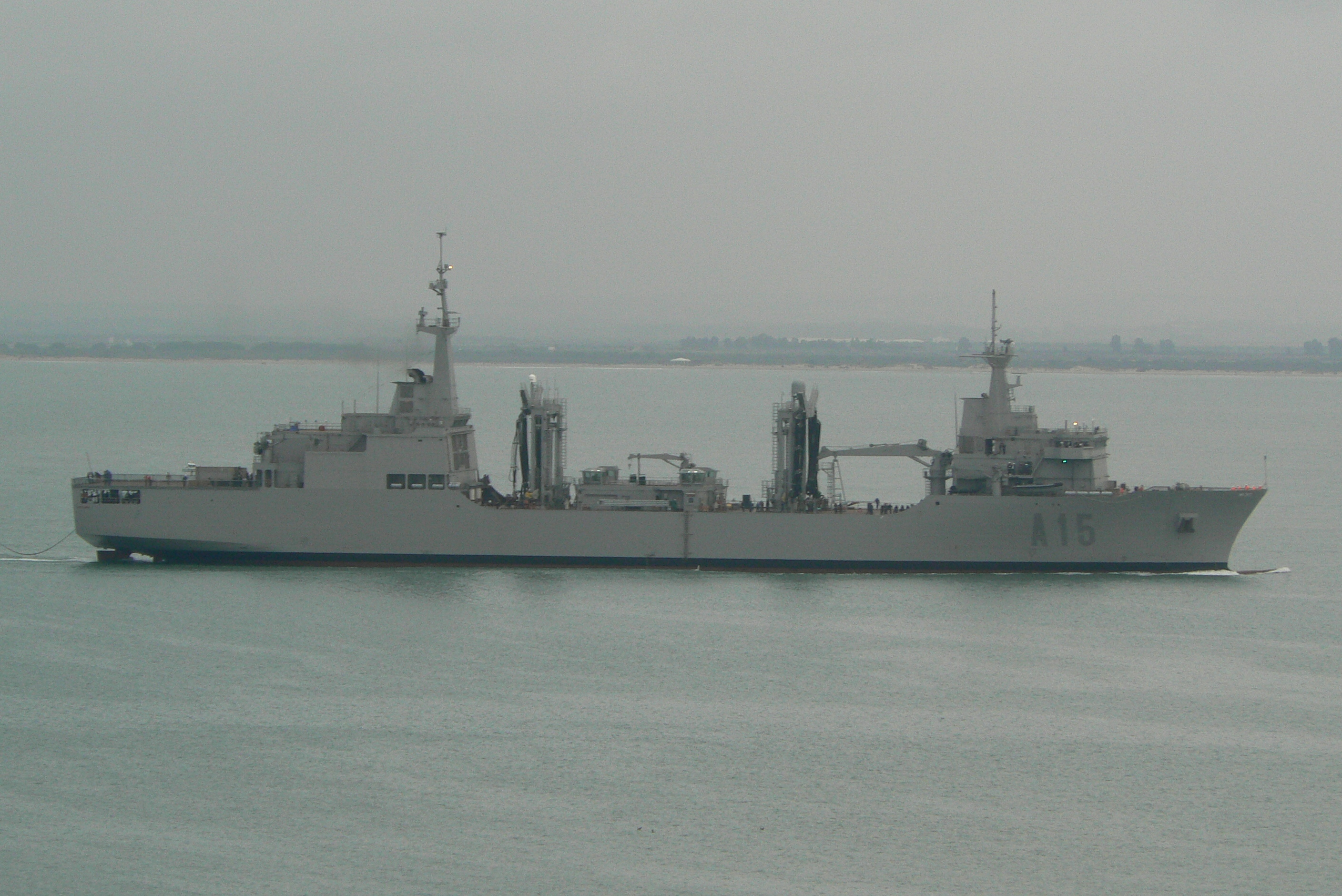
Buque de aprovisionamiento en combate (BAC) Cantabria.
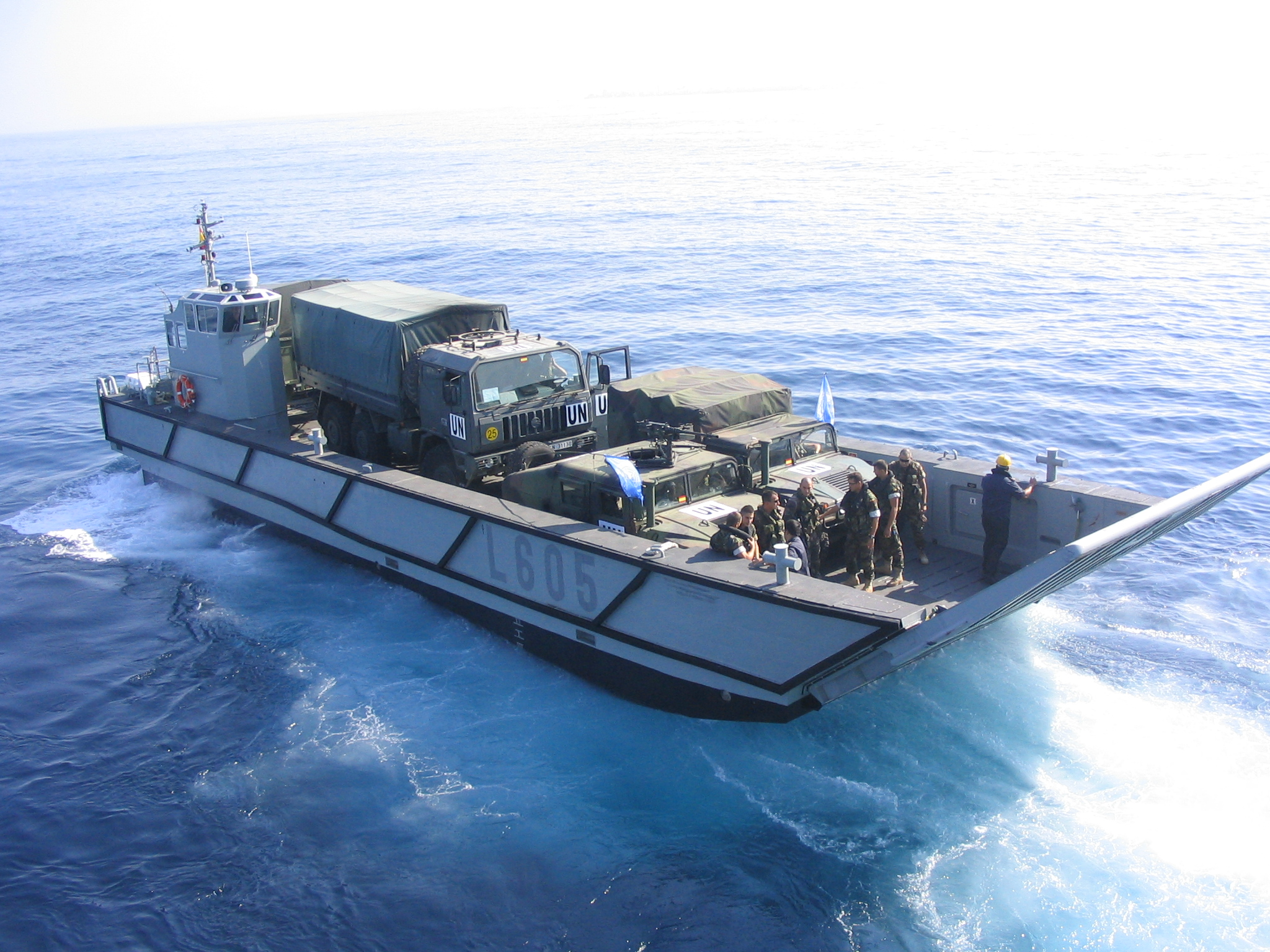
Lancha de desembarco anfibio L-605
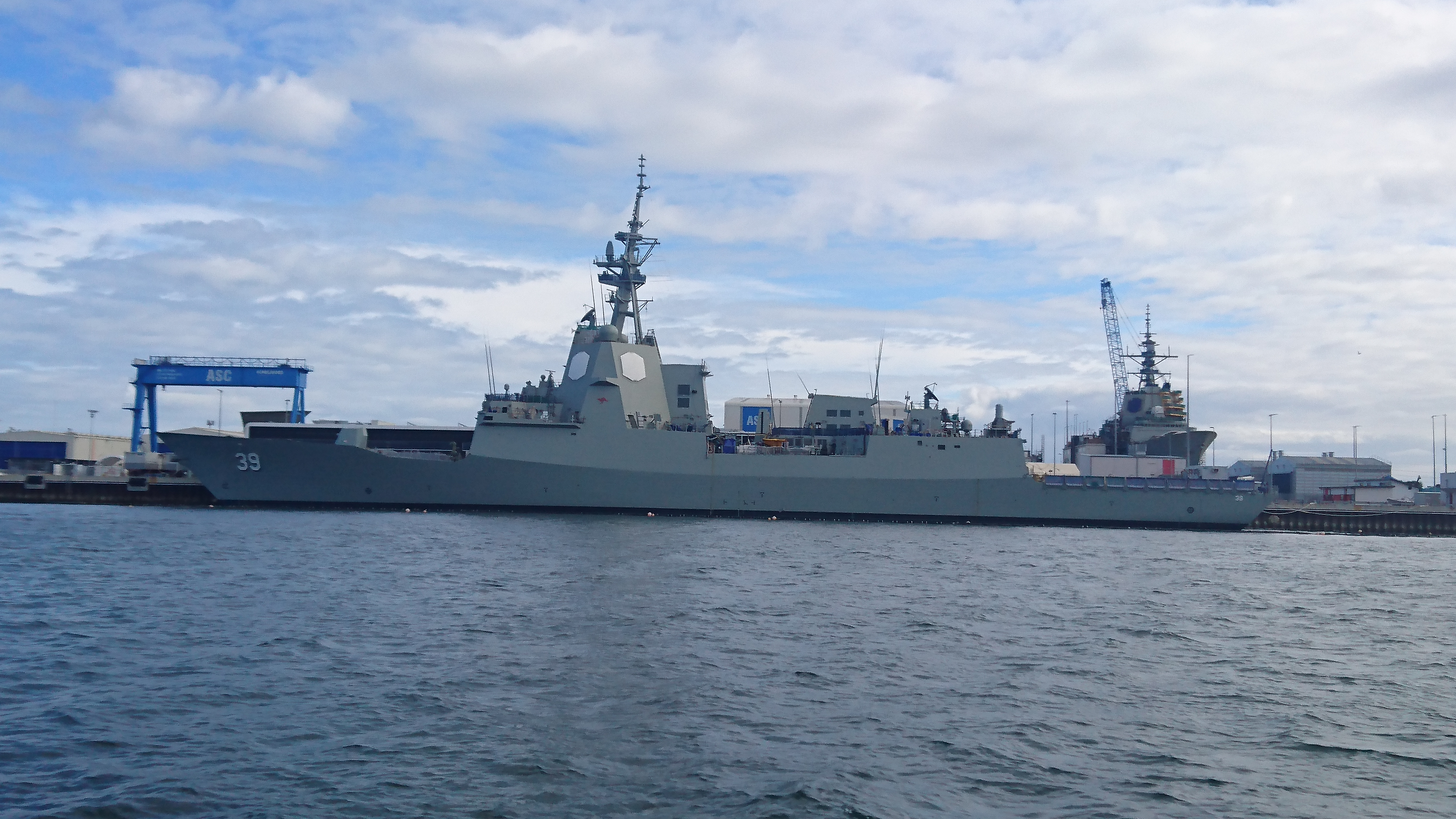
Destructor HMAS Hobart de la Armada Real Australiana.
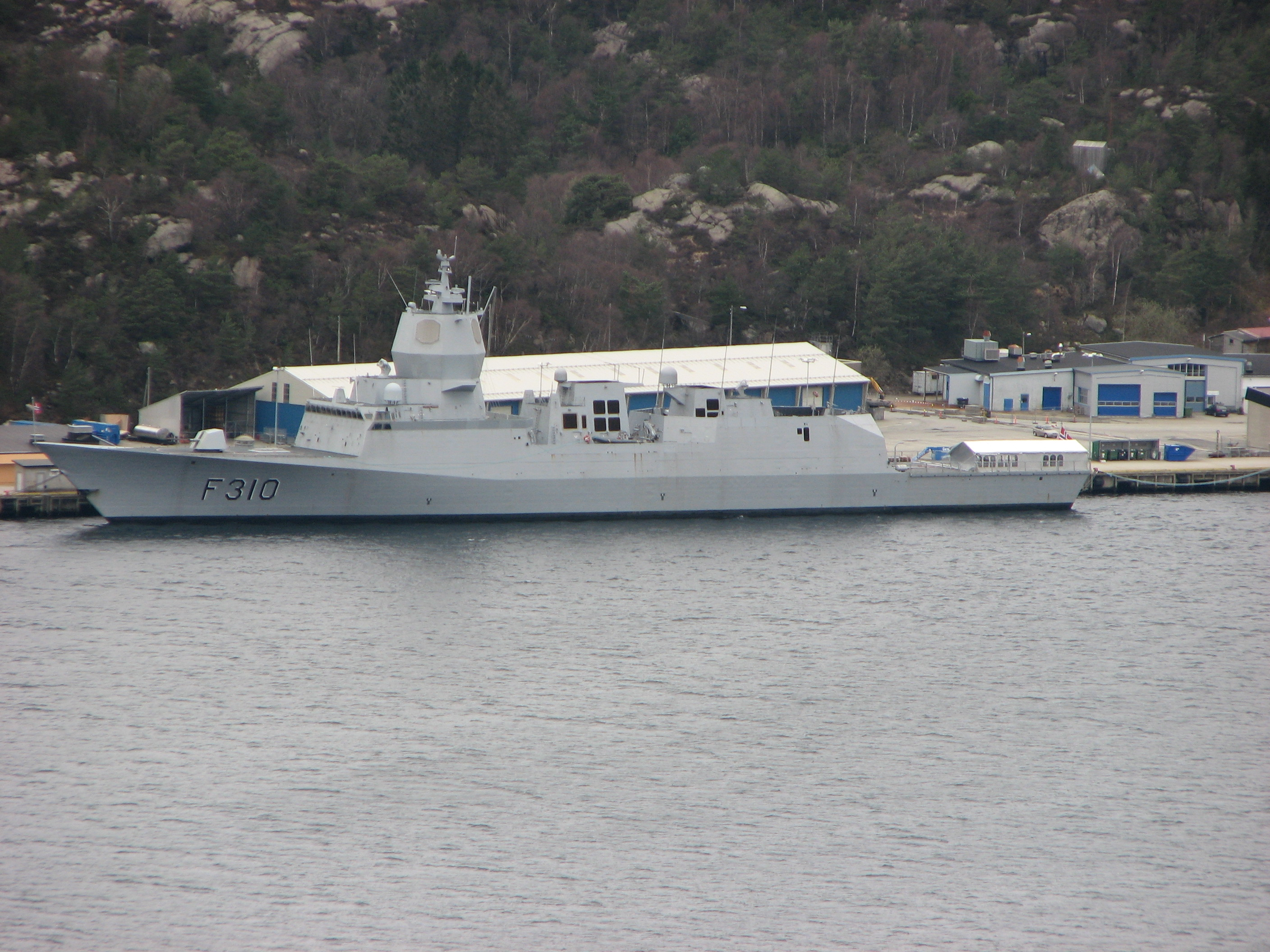
Fragata Fridtjof Nansen (F-310) de la Armada Real de Noruega.
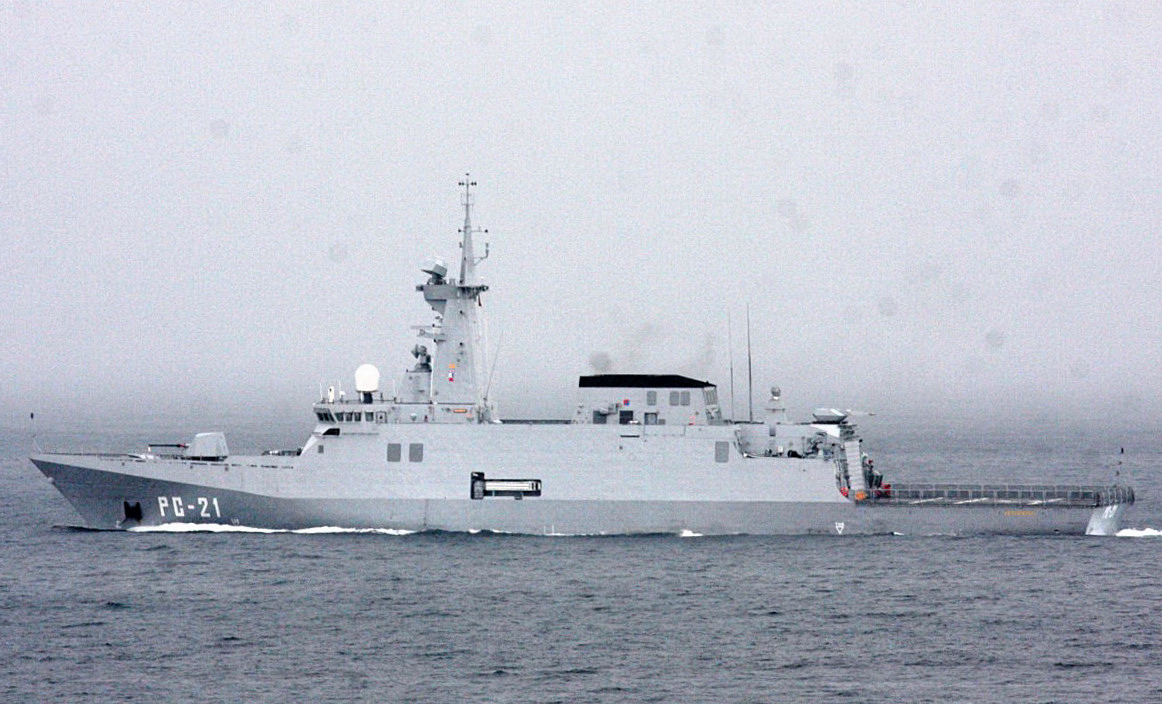
Patrullero oceánico de Vigilancia PC-21 Guaiquerí de la Armada Bolivariana de Venezuela.

## Negocios

### Defensa de superficie
- Fragatas multimisión: F100, F110, F310, AWD HOBART, ALFA 3000 Y 4000.
- Portaviones/LHD multimisión: ATHLAS 26000
- LPD: ATHLAS 13000
- Lanchas LCM: Arena 65
- Patrulleros de altura y corbetas: Avante 300, 1400, 1800, 2200 Combatant, 3000, 2200 Patrol.
- AOR: BAC Cantabria
- AOE con capacidades anfibias: JOINT SUPPORT SHIP

### Defensa submarina
- Submarino: S-80

### Sistemas
- CATIZ: Solución global de sistema de combate de Navantia para cualquier misión de buque de superficie.
- DORNA: Línea de soluciones de dirección de tiro de Navantia, cumple todas las misiones y funcionalidades requeridas.
- SCOMBA: Combat Management System, proporciona un núcleo de capacidades que simplifica el desarrollo y mantenimiento.
- SIMTAC: Simulador táctico para alumnos, dotaciones y comandantes de submarinos S-80.
- NAVCOMS: Sistema de Comunicaciones Navales Militares para intercambio de información interna y externa de un buque.
- ARTILLERÍA NAVAL: Producción o participación en la fabricación de los sistemas de armas instalados en los buques de Navantia.
- SICP: Sistemas Integrados de Control de Plataformas que permiten conocer el estado completo del buque.
- SVAP: Sistema de vigilancia, protección ambiental y control del tráfico en aguas próximas de infraestructuras críticas.
- SERT: Familia de sistemas polivalentes que dotan al vehículo de capacidades ISR adaptables.
- TIZONA: Torre de 30mm no tripulada para el ejército de tierra.
- USV: Sistemas para embarcación no tripulada, configurable para diferentes tipos de misiones civiles y militares con IA incorporada.

### Servicios
- Reparaciones y modernizaciones, Especializado en el mantenimiento de cruceros, por los que han pasado los mayores cruceros del mundo como la clase Oasis.
- Apoyo al ciclo de vida del producto, conocido en inglés como Integratd Logistics Support ILS, el principal objetivo es maximizar la vida operativa de los buques y productos.
- Transformaciones de buques.

### Propulsión
- Turbinas: Navantia fabrica turbinas de vapor y equipos para buques como engranajes reductores, timones, líneas de ejes, tubos lanzatorpedos, etc. tanto para el mercado civil como militar. La fábrica de Turbinas de Navatia instaló la primera planta propulsora en un buque en el año 1.912 y desde entonces ha trabajado de forma independiente o con acuerdos de colaboración con tecnólogos de primer nivel mundial como General Electric, Mitsubishi Hitachi PS, Siemens, Schelde Gears, etc. Su catálogo de productos incluye:
  - Equipos como engranajes reductores, líneas de ejes, timones, encapsulado de turbinas de gas, etc.
  - Turbinas de vapor con licencia Mitsubishi Hitachi Power Systems en un rango de potencias aproximado de 2 a 15 MW para plantas de cogeneración, de biomasa y otras aplicaciones industriales
  - Componentes y/o turbinas de vapor en cualquier rango de potencia con distintos tecnólogos
  - Apoyo al Ciclo de Vida que contempla la reparación y/o mantenimiento, asistencias técnicas, optimización de equipos, repuestos, etc.  Navantia ha participado en la fabricación y puesta en marcha de las turbinas de vapor de las principales plantas de generación de energía en España como centrales nucleares y térmicas, plantas de cogeneración y de biomasa, así como otras aplicaciones industriales.[5]
- Motores: Navantia fabrica principalmente motores diésel de cuatro tiempos de alta y media velocidad desde 1.947, presente en todos los mercados para todo tipo de aplicaciones, navales y terrestres. Su catálogo de productos incluye:
  - Equipos de propulsión de aplicación naval para todo tipo de buques
  - Equipos de propulsión terrestre para vehículos militares
  - Grupos generadores de aplicación naval, para todo tipo de buques
  - Grupos generadores de aplicación terrestre, para todo tipo de instalaciones
  - Servicio postventa (asistencias técnicas, mantenimiento, repuestos)
  - Cursos de adiestramiento a los clientes en la operación y mantenimiento de los equipos: La fábrica de Motores de Navantia cuenta con las más modernas instalaciones (Hornos de inducción, máquinas CNC, más de 5.000 metros cuadrados de montaje, bancos de pruebas de hasta 10.000 kW…) y trabaja con licencias y acuerdos de cooperación tecnológica con las principales empresas del sector, como MAN Diesel Turbo, MTU Friedrischafen y Caterpillar. Para el Ejército de Tierra español, Navantia ha realizado la remotorización de los carros de combate M-60 y AMX-30. También ha suministrado equipos de propulsión para el carro de combate Leopardo y el vehículo de caballería Pizarro.

### Offshore
Navantia está apoyando crecientemente la diversificación de productos en el sector offshore especialmente la energía eólica marina.

## Construcciones
Además de dedicarse a la reparación, modernización y mantenimiento de todo tipo de barcos, al desarrollo de sistemas de combate, comunicaciones y control y a la fabricación de estructuras eólicas marinas para clientes como Iberdrola, Repsol, Equinor, EDP o Siemens, el negocio fundamental de Navantia consiste en la construcción de buques de diferente uso. A lo largo de su historia, ha construido las siguientes embarcaciones:
| Destructores DDG                   |                          |                                            |                            |      |        |        | |
| Clase Hobart                       | Armada Real Australiana  |                                            | HMAS Hobart (DDGH 39)      |      | 6250   | 147,2  | diseño, equipos esenciales y 6 bloques por buque proporcionados por Navantia; resto de bloques y montaje se realiza en Australia     |
| Clase Hobart                       | Armada Real Australiana  | HMAS Brisbane (DDGH 41)                    |                            |      | 6250   | 147,2  | diseño, equipos esenciales y 6 bloques por buque proporcionados por Navantia; resto de bloques y montaje se realiza en Australia     |
| Clase Hobart                       | Armada Real Australiana  | HMAS Sydney (DDGH 42)                      |                            |      | 6250   | 147,2  | diseño, equipos esenciales y 6 bloques por buque proporcionados por Navantia; resto de bloques y montaje se realiza en Australia     |
| Fragatas FFG                       |                          |                                            |                            |      |        |        | |
| Clase Álvaro de Bazán F100         | Armada Española          |                                            | Méndez Núñez (F-104)       |      | 5800   | 146,72 | las tres primeras unidades fueron construidas por IZAR                                                                               |
| Clase Álvaro de Bazán F100         | Armada Española          | Cristóbal Colón (F-105)                    |                            | 6250 |        | 146,72 | las tres primeras unidades fueron construidas por IZAR                                                                               |
| Clase Fridtjof Nansen              | Armada Real de Noruega   |                                            | KNM Fridtjof Nansen (F310) |      | 5121   | 132    | |
| Clase Fridtjof Nansen              | Armada Real de Noruega   | KNM Roald Amundsen (F311)                  |                            |      | 5121   | 132    | |
| Clase Fridtjof Nansen              | Armada Real de Noruega   | KNM Otto Sverdrup (F312)                   |                            |      | 5121   | 132    | |
| Clase Fridtjof Nansen              | Armada Real de Noruega   | KNM Haelge Ingstad (F313)                  |                            |      | 5121   | 132    | |
| Clase Fridtjof Nansen              | Armada Real de Noruega   | KNM Thor Heyerdahl (F314)                  |                            |      | 5121   | 132    | |
| Corbetas                           |                          |                                            |                            |      |        |        | |
| Clase Al-Jubail                    | Real Armada Saudita      |                                            | Al-Jubail (828)            |      | 3307   | 104    | basados en el diseño Avante 2200 |
| Clase Al-Jubail                    | Real Armada Saudita      | Al-Diriyah (830)                           |                            |      | 3307   | 104    | basados en el diseño Avante 2200 |
| Clase Al-Jubail                    | Real Armada Saudita      | Hail (832)                                 |                            |      | 3307   | 104    | basados en el diseño Avante 2200 |
| Clase Al-Jubail                    | Real Armada Saudita      | Jazan (834)                                |                            |      | 3307   | 104    | basados en el diseño Avante 2200 |
| Clase Al-Jubail                    | Real Armada Saudita      | Unayzah (836)                              |                            |      | 3307   | 104    | basados en el diseño Avante 2200 |
| Submarinos SSK                     |                          |                                            |                            |      |        |        | |
| Clase Scorpène                     | Armada de Chile          |                                            | General Carrera (SS-22)    |      | 1668   | 66,4   | 50%, junto a los astilleros franceses DCNS                                                                                           |
| Clase Scorpène                     | Armada de Chile          | General O'Higgins (SS-23)                  |                            |      | 1668   | 66,4   | 50%, junto a los astilleros franceses DCNS                                                                                           |
| Clase Scorpène                     | Real Armada de Malasia   |                                            | KD Tunku Abdul Rahman      |      | 1668   | 66,4   | 50%, junto a los astilleros franceses DCNS                                                                                           |
| Clase Scorpène                     | Real Armada de Malasia   | KD Tun Razak                               |                            |      | 1668   | 66,4   | 50%, junto a los astilleros franceses DCNS                                                                                           |
| Clase Isaac Peral                  | Armada Española          |                                            | Isaac Peral (S-81)         |      | 3700   | 80,81  | |
| Buques anfibios LHD                |                          |                                            |                            |      |        |        | |
| Clase Juan Carlos I                | Armada Española          |                                            | Juan Carlos I (L-61)       |      | 26800  | 230,82 | |
| Clase Canberra                     | Armada Real Australiana  |                                            | HMAS Adelaide (LHD 01)     |      | 26800  | 230,82 | se construyó el 80% en Ferrol y el 20% en Australia                                                                                  |
| Clase Canberra                     | Armada Real Australiana  | HMAS Canberra (LHD 02)                     |                            |      | 26800  | 230,82 | se construyó el 80% en Ferrol y el 20% en Australia                                                                                  |
| Clase Anadolu                      | Armada de Turquía        |                                            | TCG Anadolu (L-400)        |      |        | 232    | diseño, supervisión de la construcción, lanchas auxiliares, motores, sistemas de plataforma naval y turbinas fabricadas por Navantia |
| Buques de Aprovisionamiento AOR    |                          |                                            |                            |      |        |        | |
| Clase Cantabria                    | Armada Española          |                                            | Cantabria (A-15)           |      | 19550  | 173,9  | |
| Clase Supply (Australia)           | Armada Real Australiana  |                                            | HMAS Supply (A195)         |      | 19550  | 173,9  | |
| Clase Supply (Australia)           | Armada Real Australiana  | HMAS Stalwart (A304)                       |                            |      | 19550  | 173,9  | |
| Patrulleros                        |                          |                                            |                            |      |        |        | |
| Clase Meteoro                      | Armada Española          |                                            | Meteoro (P-41)             |      | 2840   | 93,9   | basados en el diseño Avante 3000 |
| Clase Meteoro                      | Armada Española          | Rayo (P-42)                                |                            |      | 2840   | 93,9   | basados en el diseño Avante 3000 |
| Clase Meteoro                      | Armada Española          | Relámpago (P-43)                           |                            |      | 2840   | 93,9   | basados en el diseño Avante 3000 |
| Clase Meteoro                      | Armada Española          | Tornado (P-44)                             |                            |      | 2840   | 93,9   | basados en el diseño Avante 3000 |
| Clase Meteoro                      | Armada Española          | Audaz (P-45)                               |                            |      | 2840   | 93,9   | basados en el diseño Avante 3000 |
| Clase Meteoro                      | Armada Española          | Furor (P-46)                               |                            |      | 2840   | 93,9   | basados en el diseño Avante 3000 |
| Clase Guaiquerí                    | Armada Bolivariana       |                                            | ANBV Guaiquerí (PC-21)     |      | 2419   | 98,9   | basados en el diseño Avante 2200 |
| Clase Guaiquerí                    | Armada Bolivariana       | ANBV Warao (PC-22)                         |                            |      | 2419   | 98,9   | basados en el diseño Avante 2200 |
| Clase Guaiquerí                    | Armada Bolivariana       | ANBV Yecuana (PC-23)                       |                            |      | 2419   | 98,9   | basados en el diseño Avante 2200 |
| Clase Guaiquerí                    | Armada Bolivariana       | ANBV Kariña (PC-24)                        |                            |      | 2419   | 98,9   | basados en el diseño Avante 2200 |
| Clase Guaicamacuto                 | Armada Bolivariana       |                                            | ANBV Guaicamacuto (GC-21)  |      | 1720   | 95,5   | basados en el diseño Avante 1400 |
| Clase Guaicamacuto                 | Armada Bolivariana       | ANBV Yavire (GC-22)                        |                            |      | 1720   | 95,5   | basados en el diseño Avante 1400 |
| Clase Guaicamacuto                 | Armada Bolivariana       | ANBV Naiguatá (GC-23)                      |                            |      | 1720   | 95,5   | basados en el diseño Avante 1400 |
| Clase Guaicamacuto                 | Armada Bolivariana       | ANBV Comandante eterno Hugo Chávez (GC-24) |                            |      | 1720   | 95,5   | basados en el diseño Avante 1400 |
| Lanchas de desembarco LCM          |                          |                                            |                            |      |        |        | |
| LCM-1E                             | Armada Española          |                                            | 12 unidades                |      | 107,6  | 23,3   | los dos primeros prototipos fueron construidos por IZAR                                                                              |
| LCM-1E                             | Armada Real Australiana  |                                            | 12 unidades                |      | 107,6  | 23,3   | |
| Buques civiles                     |                          |                                            |                            |      |        |        | |
| Buque de apoyo a plataformas (BAP) | Pemex                    |                                            | Orgullo Petrolero          |      | 7000   | 131,2  | |
| Petroleros Suezmax                 | Grupo Ibaizabal          |                                            | Monte Udala                |      | 181000 | 274    | |
| Petroleros Suezmax                 | Grupo Ibaizabal          | Monte Urbasa                               |                            |      | 181000 | 274    | |
| Petroleros Suezmax                 | Grupo Ibaizabal          | Monte Urquiola                             |                            |      | 181000 | 274    | |
| Petroleros Suezmax                 | Grupo Ibaizabal          | Monte Ulía                                 |                            |      | 181000 | 274    | |
| Ro-Ro                              | Acciona Trasmediterránea |                                            | José María Entrecanales    |      | 30998  | 209,4  | |
| Ro-Ro                              | Acciona Trasmediterránea | Superfast Baleares                         |                            |      | 30998  | 209,4  | |

## En construcción
Actualmente en los distintos astilleros en propiedad de Navantia, está aprobada la construcción, se están construyendo o están en fase de pruebas las siguientes embarcaciones:
| Fragatas FFG                       |                          |                                  |           |       |       |                                                                                      |
| Clase Bonifaz                      | Armada Española          | Bonifaz (F-111)                  | 2026~2028 | 6100  | 145   |                                                                                      |
| Clase Bonifaz                      | Armada Española          | Roger de Lauria (F-112)          | 2027~2029 | 6100  | 145   |                                                                                      |
| Clase Bonifaz                      | Armada Española          | Menéndez de Avilés (F-113)       | 2028~2030 | 6100  | 145   |                                                                                      |
| Clase Bonifaz                      | Armada Española          | Luis de Córdova (F-114)          | 2029~2031 | 6100  | 145   |                                                                                      |
| Clase Bonifaz                      | Armada Española          | Barceló (F-115)                  | 2030~2032 | 6100  | 145   |                                                                                      |
| Corbetas                           |                          |                                  |           |       |       |                                                                                      |
| Clase Al-Jubail                    | Real Armada Saudita      | ~Al-Jubail 6                     | 2026      | 3307  | 104   | basados en el diseño Avante 2200, segundo encargo tras las 5 corbetas ya entregadas. |
| Clase Al-Jubail                    | Real Armada Saudita      | ~Al-Jubail 7                     | 2027      | 3307  | 104   | basados en el diseño Avante 2200, segundo encargo tras las 5 corbetas ya entregadas. |
| Clase Al-Jubail                    | Real Armada Saudita      | ~Al-Jubail 8                     | 2028      | 3307  | 104   | basados en el diseño Avante 2200, segundo encargo tras las 5 corbetas ya entregadas. |
| Submarinos                         |                          |                                  |           |       |       |                                                                                      |
| Clase Isaac Peral                  | Armada Española          | Narciso Monturiol (S-82)         | 2026      | 3700  | 80,81 |                                                                                      |
| Clase Isaac Peral                  | Armada Española          | Cosme García (S-83)              | 2028      | 3700  | 80,81 |                                                                                      |
| Clase Isaac Peral                  | Armada Española          | Mateo García de los Reyes (S-84) | 2030      | 3700  | 80,81 |                                                                                      |
| Buques de Aprovisionamiento AOR    |                          |                                  |           |       |       |                                                                                      |
| BAC II                             | Armada Española          | (A-16)                           | ~2029     | 19500 | 174   |                                                                                      |
| Buques de Apoyo Sólido de la Flota | Marina Real Británica    | ~Fleet Solid Support 1           |           | 39626 | 216   | 40%, junto a los astilleros británicos BMT y Harland and Wolff                       |
| Buques de Apoyo Sólido de la Flota | Marina Real Británica    | ~Fleet Solid Support 2           |           | 39626 | 216   | 40%, junto a los astilleros británicos BMT y Harland and Wolff                       |
| Buques de Apoyo Sólido de la Flota | Marina Real Británica    | ~Fleet Solid Support 3           |           | 39626 | 216   | 40%, junto a los astilleros británicos BMT y Harland and Wolff                       |
| Buques Auxiliares                  |                          |                                  |           |       |       |                                                                                      |
| Buque de rescate submarino BAM-IS  | Armada Española          | Poseidón (A-21)                  | ~2026     | 5000  | 91    |                                                                                      |
| Buques Hidrográficos               | Armada Española          | ~Buque hidrográfico 1            | ~2028     | 900   | 47    |                                                                                      |
| Buques Hidrográficos               | Armada Española          | ~Buque hidrográfico 2            | ~2028     | 900   | 47    |                                                                                      |
| Buque oceanográfico                | Armada Española          | ~Buque oceanográfico 1           |           |       |       |                                                                                      |
| Patrulleros                        |                          |                                  |           |       |       |                                                                                      |
| Avante 1800                        | Marina Real de Marruecos | ~Patrullero de Altura 1          | 2026      | 2100  | 87    |                                                                                      |
| BAM Avante 3000                    | Armada Española          | (P-47)                           |           |       |       |                                                                                      |
| BAM Avante 3000                    | Armada Española          | (P-48)                           |           |       |       |                                                                                      |